# Andrzej Precigs
Andrzej Cezary Precigs (ur. 22 sierpnia 1949 w Warszawie, zm. 26 sierpnia 2023 tamże) – polski aktor teatralny, filmowy i głosowy, reżyser dubbingu i samorządowiec.

## Życiorys

### Wczesne lata
Urodził się w Warszawie jako syn Barbary Precigs z domu Szybowskiej, księgowej, i Jana Precigsa, księgowego oraz śpiewaka operowego. Jego dziadek ze strony ojca, Ian Precigsson, był bogatym Szwedem i ewangelikiem; na terenie zaboru rosyjskiego podczas I wojny światowej sprzedawał armiom uszlachetnioną ceratę, która służyła do pakowania broni czy szycia plecaków. Gdy został lekko ranny, trafił do polskiego szpitala; tam poznał przyszłą żonę, która opiekowała się rannymi. Po wojnie zaczął współpracować z PKP, a zarobione pieniądze przeznaczył na budowę domu w Wołominie; rodzina straciła majątek na skutek II wojny światowej.
Andrzej Precigs grał w piłkę nożną, siatkówkę i hokeja. Rodzice zapisali go do szkoły muzycznej na lekcje fortepianu i skrzypiec. Kiedy miał 9 lat, rodzina przeniosła się z Wołomina do Warszawy. Uczęszczał do prywatnego męskiego Liceum Ogólnokształcącego pw. św. Augustyna. Tam brał udział w zajęciach teatralnych prowadzonych przez Adama Mularczyka. Grał na gitarze w założonym przez siebie zespole bigbitowym. Zdał egzaminy na filologię polską na Uniwersytecie Warszawskim. Po pierwszym roku studiów wyjechał do Łodzi, dostał się na Wydział Aktorski PWSFTviT w tym mieście, którego absolwentem został w 1972.

### Kariera zawodowa
W 1972 zadebiutował na profesjonalnej scenie w roli Waldka z Gorzejowy i lokaja Cedry Walentego w sztuce Turoń według Stefana Żeromskiego w reż. Ryszarda Smożewskiego w Teatrze im. Ludwika Solskiego w Tarnowie, z którym był związany do 1974. W sezonie artystycznym 1973/1974 grał w Teatrze im. Cypriana Kamila Norwida w Jeleniej Górze – Samotnika w Wyzwoleniu Stanisława Wyspiańskiego (1973) w reż. Aliny Obidniak, kuzyna Pasiukiewicza w Małym Dworku Stanisława Ignacego Witkiewicza (1974) w reż. Krzysztofa Pankiewicza, Mężczyznę w Peer Gynt Henryka Ibsena (1974) w reż. Henryka Tomaszewskiego i widowisku muzycznym Gdzie jest ten szlagier (1974) w reż. Krzysztofa Pankiewicza. Następnie występował w Teatrze im. Stefana Jaracza w Łodzi (1974–1978), Teatrze Reduta 77 (1978–1980), Teatrze Polskim w Warszawie (1981–1982), Teatrze na Targówku (1982–1987) i Teatrze Nowym w Warszawie (1987–1996).
W filmie debiutował jako Adam Ligenza, syn starszego wachmistrza (Sławomir Lindner) w czarno–białym dramacie psychologicznym Mieczysława Waśkowskiego Jeszcze słychać śpiew. I rżenie koni… (1971). Zaczął być obsadzany w rolach epizodycznych w licznych produkcjach kinowych, w tym w komedii obyczajowej Wandy Jakubowskiej 150 na godzinę (1971), dramacie psychologicznym Witolda Leszczyńskiego Rekolekcje (1977), dramacie wojennym Jana Łomnickiego Akcja pod Arsenałem (1977), dramacie biograficznym Wandy Jakubowskiej Biały mazur (1978), dramacie historycznym Bohdana Poręby Polonia Restituta (1980), komedii Stanisława Barei Miś (1980), komediodramacie Krzysztofa Kieślowskiego Trzy kolory. Biały (1994) i dramacie sensacyjno–politycznym Krzysztofa Krauzego Gry uliczne (1996). W dramacie psychologiczno–politycznym Włodzimierza Olszewskiego Wierne blizny (1981) wcielił się w rolę chorążego Eugeniusza Juszczaka, oficera politycznej kompanii. W ekranizacji powieści Elizy Orzeszkowej Nad Niemnem (1986) w reż. Zbigniewa Kuźmińskiego zagrał postać Teofila Różyca.
Występował gościnnie w serialach telewizyjnych: Daleko od szosy (1976), Polskie drogi (1977), Lalka (1977) jako Stanisław Wokulski w młodości, 07 zgłoś się (1984), Pogranicze w ogniu (1991), Dom (1996), Klan (2000), Pensjonat pod Różą (2004), Kryminalni (2004), Ojciec Mateusz (2009), Czas honoru (2010), Belle Epoque (2017) i Wojenne dziewczyny (2018). W serialu Polsat Życie jak poker (1998–1999) grał mecenasa Roberta Dębowskiego, męża Sandry (Aldona Orman). W serialu TVP2 M jak miłość (2000–2022) występował w roli Zbigniewa Filarskiego, ojca Kingi (Katarzyna Cichopek).
Od 1976 współpracował z Teatrem Polskiego Radia, gdzie grał role w słuchowiskach, takich jak Przygody Tomka Sawyera Marka Twaina (1976) jako Ben Harper, Mistrz i Małgorzata Michaiła Bułhakowa (1994) w reż. Janusza Kukuły jako śledczy, Wielki Gatsby Francisa Scotta Fitzgeralda (1994) w reż. Waldemara Modestowicza jako Pan Sloane, Tajemniczy ogród Frances Hodgson Burnett (1994) w reż. Jana Warenycii jako Craven i Czas życia tak krótki. Ostatnie urodziny Józefa Piłsudskiego Tomasza Lerskiego (2017) w reż. Janusza Kukuły jako Józef Piłsudski.
Zajmował się również reżyserią dubbingu w produkcjach takich jak Dennis Rozrabiaka (1987), Ach, ten Andy! (2001), Noddy (2001), Klub Winx (2004), Och, baby (2001) i Franklin i skarb jeziora (2006).

### Działalność polityczna
W wyborach samorządowych w 2006 z listy Platformy Obywatelskiej uzyskał mandat radnego gminy Brwinów (kandydował wówczas bez powodzenia na urząd burmistrza). W wyborach w 2010 z powodzeniem ubiegał się o reelekcję. Był też członkiem lokalnych władz PO.

## Życie prywatne
Zawarł związek małżeński z Katarzyną; miał dwie córki – Natalię i Emilię.
Zmarł 26 sierpnia 2023 w Warszawie. Został pochowany na warszawskim cmentarzu ewangelicko-augsburskim.

## Twórczość

### Filmografia
- 1971: Jeszcze słychać śpiew. I rżenie koni… jako Adam, syn Ligenzy
- 1971: 150 na godzinę jako syn Wróbla
- 1975: Znikąd donikąd jako członek oddziału
- 1975: W domu jako pan młody
- 1976: Trochę wielkiej miłości jako „ojciec” pod oknami porodówki
- 1976: Daleko od szosy jako kolega Ani
- 1977: Rekolekcje jako Bodzio, asystent Marka
- 1977: Polskie drogi jako Marian, partyzant GL
- 1977: Około północy jako kelner
- 1977: Nie zaznasz spokoju jako milicjant
- 1977: Lalka jako Stanisław Wokulski w młodości
- 1977: Akcja pod Arsenałem jako „Kuba”
- 1978: Wesela nie będzie jako lekarz, kolega Wojtka
- 1978: Romans Teresy Hennert jako porucznik Lin
- 1978: Rodzina Połanieckich jako Ignacy Zawiłowski
- 1978: Biały mazur jako dyrektor w fabryce Lilpoppa
- 1979: Tajemnica Enigmy jako inżynier Betlewski
- 1979: Doktor Murek jako sublokator u Koziołkowej
- 1979: ...droga daleka przed nami... jako członek Szarych Szeregów
- 1979: ...Cóżeś ty za pani... jako przyjaciel Jakuba
- 1980: Zajęcia dydaktyczne jako bibliotekarz
- 1980: Wyrok śmierci jako podporucznik „Paweł”
- 1980: Polonia Restituta jako Tadek Pawlak, brat Franka
- 1980: Miś jako aktor grający w przedstawieniu teatralnym
- 1980: Dzień Wisły jako Witek, brat Tadeusza
- 1980: Ciosy jako młody Jan Skarga
- 1981: Wierne blizny jako chorąży Eugeniusz Juszczak
- 1981: Fantazja dur – moll jako ojciec Piotrusia
- 1982: Polonia Restituta jako Tadek Pawlak, brat Franka
- 1982: Kołowaty jako Adam, mąż Maruny
- 1983: Soból i panna jako wikary Lelejko
- 1984: Przemytnicy jako Alińczuk
- 1984: Dokąd człowieku? jako przełożony Kalety
- 1984: Cień już niedaleko jako Paweł, kolega Henryka
- 1984: 07 zgłoś się jako naczelnik Krzysztof Kalkowski
- 1985: Przyłbice i kaptury jako Vento z Waldenbergu
- 1985: Greta jako Franz Kunze, dezerter niemiecki
- 1985: Dłużnicy śmierci jako Wiktor Malarczyk „Wertep”
- 1985: C.K. Dezerterzy jako weteran
- 1986: Weryfikacja jako milicjant pilnujący Marka w szpitalu
- 1986: Nad Niemnem jako Teofil Różyc
- 1986: Maskarada jako operator filmu Mistrz sportu
- 1986: Cudzoziemka jako Władyś, syn Róży i Adama
- 1987: Zdaniem obrony jako Jan Skalski, reżyser Króla Lira
- 1987: Wielki Wóz jako porucznik Pęciak
- 1987: Ucieczka z miejsc ukochanych jako Sójka, w czasie wojny sołtys Białej Wsi
- 1987: Śmieciarz jako porucznik „Nowy”
- 1987: Sonata marymoncka jako uczestnik zebrania w bazie
- 1987: Rzeka kłamstwa jako ekonom Jakub Potoczny
- 1988: Spadek jako gefraiter przeszukujący dom Pyzika
- 1988: Rodzina Kanderów jako doktor Zygmunt Zawadzki
- 1988: Przeprawa jako „Korab”, członek oddziału AK
- 1988: Penelopy jako Krzyś, przyjaciel Bożeny
- 1988: Kolory kochania jako Adam
- 1989: Żelazną ręką jako hetman Stanisław Żółkiewski
- 1989: Virtuti jako kapral
- 1989: Odbicia jako Jerzy Janas, mąż Małgosi
- 1989: Modrzejewska jako Józef Chełmoński
- 1989: Powrót Arsène’a Lupin jako Konrad
- 1989: Kanclerz jako hetman Stefan Żółkiewski
- 1989: Gdańsk 39 jako oficer na Westerplatte
- 1990: Tajemnica puszczy jako Janyga
- 1990: Maria Curie jako dziennikarz „Le Journal”
- 1990: Dziewczyna z Mazur jako inżynier Wojciech Skierski
- 1991: Pogranicze w ogniu jako major Max
- 1992: Vent d’est jako żołnierz straży granicznej
- 1993: Trzy kolory. Biały jako inżynier budujący dworek dla Karola
- 1993: Komedia małżeńska jako kolega z pracy Wiktora
- 1993: C’est mon histoire jako Karol Woźnicki, wiceminister spraw wewnętrznych
- 1994: Stella Stellaris jako Dom von Fall
- 1995: Zdrada jako Karol, szef oddziału AK
- 1995: Sukces jako Wołek, pracownik „Dorexu” w Afryce
- 1995: Doktor Semmelweis jako uczestnik obrad komisji
- 1996: Gry uliczne jako senator Makowski
- 1996: Niemcy jako oficer SS dowodzący egzekucją we Francji
- 1996: Dom jako członek komisji planowania w gabinecie Langa
- 1997: Lata i dni jako Robert
- 1998: Amok jako Sven Eklund, mąż Julii
- 1998: Życie jak poker jako mecenas Robert Dębowski, mąż Sandry
- 1999: Trzy szalone zera jako inżynier
- 1999: Ostatnia podróż jako Eugène Delacroix
- 1999: Moja Angelika jako Marcus Popiołek, organizator „pracy” w Niemczech
- 2000: Klan jako profesor Julian Deptuła
- 2000: Niewypowiedziana wojna jako Józef Piłsudski
- 2000: M jak miłość jako Zbigniew Filarski, ojciec Kingi
- 2000: Gunblast vodka jako pracownik ambasady
- 2001: Przeprowadzki jako pułkownik Albrecht
- 2001: Miasteczko jako Alfred Wojski, inspektor Sanepidu
- 2001: Marszałek Piłsudski jako Jędrzej Moraczewski
- 2002: Sfora jako lekarz operujący Ducha
- 2003: Zaginiona jako sędzia wydający postanowienie o aresztowaniu Uli
- 2003: Tygrysy Europy 2 jako mecenas Hugo Krzycki-Biernat, doradca prawny Nowaka
- 2004: Pensjonat pod Różą jako Janusz Stolarczyk, wydawca Kwapisza
- 2004: Kryminalni jako Roman Kartecki, zleceniodawca napadu
- 2006: Na dobre i na złe jako „znajomy” Ewy
- 2006: Mrok jako adwokat Alerta
- 2009: Sprawiedliwi jako inżynier Andrzej Kraszewski
- 2009: Ojciec Mateusz jako zakonnik
- 2010: Optymista jako dziekan
- 2010: Klub szalonych dziewic jako Strabużyński, ojciec Mikołaja
- 2010: Hotel 52 jako kardiolog Krzysztof Dąbrowski
- 2010: Duch w dom jako Kozłowski
- 2010: Czas honoru jako generał Stefan Radziszewski
- 2011: Unia serc jako szef Jacka
- 2011: Układ warszawski jako mąż Aldony
- 2011: Przepis na życie jako profesor Dębicki, ginekolog
- 2011: Ojciec Mateusz jako antykwariusz Leon
- 2011: Linia życia jako Emil Śląski
- 2012: Przyjaciółki jako Wacław Strzelecki, ojciec Pawła
- 2012: Na dobre i na złe jako Roman Pałka
- 2012: Hans Kloss. Stawka większa niż śmierć jako obergruppen
- 2013: Prawo Agaty jako sędzia
- 2017: Belle Epoque jako inżynier Kazimierz Konopacki
- 2018: Wojenne dziewczyny jako Jędrzej Muszyński
- 2019: Na dobre i na złe jako Bazyli Piekarski, przyjaciel Trzebiatowskiego

### Reżyseria dubbingu
- 1987: Dennis Rozrabiaka
- 1992: Shin-chan
- 2001: Ach, ten Andy!
- 2001: Medabots
- 2001: Noddy
- 2001: Maluchy spod ciemnej gwiazdki
- 2004: Klub Winx
- 2006: Błękitny smok
- 2006: Franklin i skarb jeziora

### Polski dubbing
- 1990: Zwariowane melodie
- 1995: Freakazoid!
- 2001: Ach, ten Andy!
- 2001: Maluchy spod ciemnej gwiazdki
- 2002: Roboluch
- 2006: Franklin i skarb jeziora